# Lorelei Lee

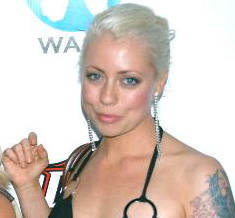
Lorelei Lee bei der Filmpremiere von Island Fever 4 (2006)

Lorelei Lee (* 2. März 1981 in San Francisco, Kalifornien) ist eine US-amerikanische Pornodarstellerin. Bei dem Namen handelt es sich um ein Pseudonym, das sie in Anlehnung an die von Marilyn Monroe dargestellte Rolle in dem Film Blondinen bevorzugt gewählt hat.

## Karriere
Lorelei Lee begann als Neunzehnjährige in der Pornobranche zu arbeiten. Seitdem spielte sie in über 200 Filmen mit. Anfangs arbeitete sie für Fetisch-Internetseiten wie Kink.com. Erst später unterschrieb sie einen Vertrag mit einem Agenten und wirkte an Produktionen der großen Studios aus dem San Fernando Valley mit.
2007 waren Lorelei Lee und Princess Donna, die ebenfalls für Kink.com gearbeitet hat, die Hauptpersonen des Dokumentar-Kurzfilms Tale of two Bondage Models von Brian Lilla, der 2008 auf dem Tribeca Film Festival gezeigt wurde. Ebenfalls 2008 war Lee an dem Dokumentarfilm 9to5 – Days in Porn beteiligt und trat im Rahmen der Sex Workers' Art Show zusammen mit anderen prominenten Mitgliedern der Kink- und sex-positiven Bewegung landesweit auf.

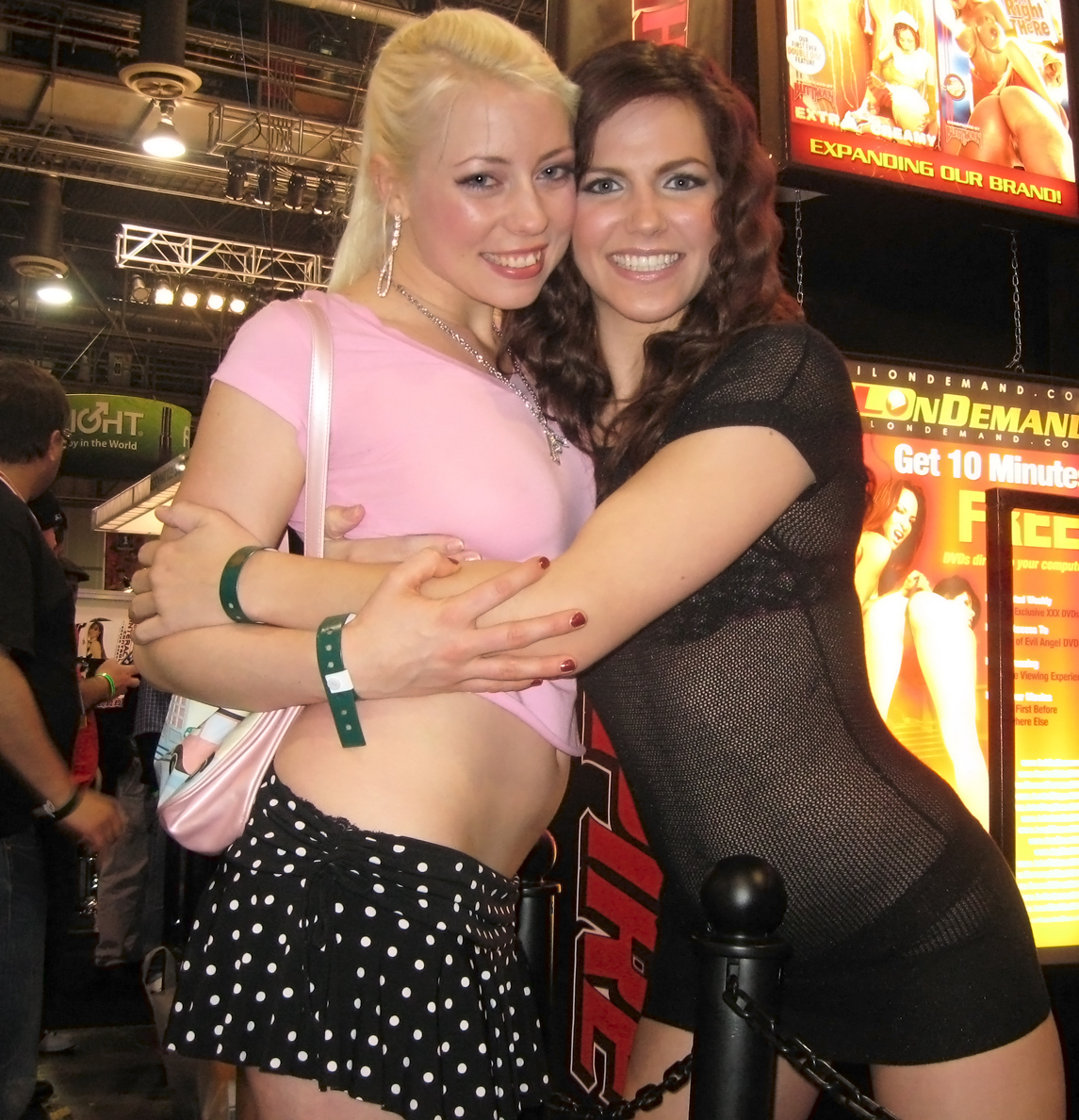
Lorelei Lee mit Bobbi Starr auf der AVN Adult Entertainment Expo 2008

Im folgenden Jahr trat sie in dem Dokumentarfilm Graphic Sexual Horror auf, der sich mit den Hintergründen der nicht mehr existierenden BDSM-Pornoseite Insex befasst. Ein weiterer Dokumentar-Kurzfilm befasste sich mit ihr als Titelperson: Der Film Lorelei Lee von Simon Grudzen und Jesse Kerman wurde 2010 auf dem Big Sky Documentary Film Festival sowie dem Hot Docs Canadian International Documentary Festival gezeigt. Bei letzterem gewann er mehrere Preise.
2010 wurde ein Essay von Lee mit dem Titel I'm leaving you in dem Buch Off the Set: Porn Stars and Their Partners des Fotografen Paul Sarkis veröffentlicht. Das Buch befasst sich in Form von Fotos mit den Beziehungen von Pornodarstellern abseits der Leinwand. Auch Lorelei Lee und ihr damaliger Partner werden darin abgebildet.
Ebenfalls 2010 sollte Lee als Zeugin der Verteidigung im sogenannten Buttman-Prozess aussagen. Darin ging es um John Staglianos Film Milk Nymphos, in dem Lee mitgespielt hatte und in dem auch Einläufe vorkommen. Ab 2008 kam es deshalb zu einem Prozess wegen Obszönität vor einem US-amerikanischen Bundesgericht. Der Fall wurde jedoch am 16. Juli 2010 noch vor ihrer Aussage fallengelassen. Kurz danach sagte sie im Interview mit der Internetseite Salon.com, sie hätte die Jury als Zeugin über den Ablauf der Dreharbeiten und die Sicherheitsvorkehrungen aufgeklärt. Weiterhin erklärte sie in dem Interview, sie halte Filme wie Milk Nymphos wegen der von vielen Mainstream-Produktionen abweichenden Darstellung weiblicher Sexualität für wichtig; anstatt als reine Lustobjekte betrachtet zu werden, haben die Frauen in solchen Filmen eigene Bedürfnisse.
Im Mai 2011 kündigte die Zeitschrift Variety die Produktion des Independent-Spielfilms Cherry – Dunkle Geheimnisse von Stephen Elliott mit James Franco, Heather Graham und Lili Taylor an. Der Film, der 2012 auf der Berlinale gezeigt wurde, erzählt die Geschichte einer jungen Frau, die Pornodarstellerin und -regisseurin wird, und gibt so einen Einblick in die Pornoindustrie. Das Drehbuch zu dem Film schrieben Elliott und Lorelei Lee im Herbst 2010. Es handelt sich jedoch nicht um einen autobiographischen Film.
Lorelei Lee hat einen Hochschulabschluss der San Francisco State University und begann 2009 an der New York University ein Masterstudium im Fach Kreatives Schreiben. Von der YoungArts-Stiftung wurde ihr ein Stipendium verliehen.

## Auszeichnungen
- 2015: Free Speech Coalition Award als Woman of the Year[19]